# 1,3-二溴甲基丙烷
1,3-二溴甲基丙烷是一种有机化合物，化学式为C4H8Br2，它是二溴丁烷的同分异构体之一。它可由2-甲基-1,3-丙二醇和N-溴代丁二酰亚胺在三苯基膦存在下于二氯甲烷中反应制得。它和二硫化碳在碳酸铯存在下于二甲基亚砜中反应，可以得到5-甲基-1,3-二噻烷-2-硫酮。